# Grand Prix automobile de Russie 2014
GP précédent GP suivant
Le Grand Prix automobile de Russie 2014 (2014  Formula 1 Russian Grand Prix), disputé le 12 octobre 2014, à Adler, sur l'autodrome de Sotchi, est la 913e épreuve du championnat du monde de Formule 1 courue depuis 1950. Il s'agit de la première édition du Grand Prix de Russie comptant pour le championnat du monde de Formule 1, et de la seizième manche du championnat 2014. Dessiné par Hermann Tilke, ce nouveau circuit urbain situé à Adler au bord de la mer Noire, serpente au milieu des installations du parc olympique de Sotchi où se sont déroulés, en février 2014, les Jeux olympiques d'hiver.
Une série d'hommages est rendue à Jules Bianchi, hospitalisé au Japon après son grave accident survenu le week-end précédent, notamment à travers des autocollants (« Tous avec Jules #17 » et « Forza Jules #17 ») que les pilotes apposent sur leurs casques ou sur leurs voitures, ou le message « JULES WE ARE ALL SUPPORTING YOU » inscrit numériquement sur la grille de départ, et autour duquel tous se regroupent et se recueillent avant le départ de la course. Marussia F1 Team choisit de n'engager que la voiture de Max Chilton, celle de Bianchi restant dans le stand, préparée symboliquement par ses mécaniciens. 
Sur une piste neuve à l'asphalte glissant qui pose de gros problèmes de tenue de route à la plupart des écuries (survirage, « coups de raquette », glissades et travers), les Mercedes, McLaren et Toro Rosso semblent les plus performantes. Si Nico Rosberg domine la première session d'essais libres, Lewis Hamilton prend le dessus lors des deux autres et survole les trois phases qualificatives pour obtenir sa septième pole position de la saison, la trente-huitième de sa carrière. Son coéquipier, second des qualifications, permet aux Flèches d'Argent de monopoliser pour la neuvième fois la première ligne en 2014. 
Dans sa dernière tentative en Q3, Valtteri Bottas, en tête dans les deux premiers secteurs du circuit et en mesure de ravir la pole position, sort trop large du dernier virage et prend finalement la troisième place sur la grille ; il s'élance en deuxième ligne aux côtés de Jenson Button. Pour son Grand Prix national, Daniil Kvyat obtient sa meilleure qualification depuis ses débuts en s'élançant cinquième. Leurs coéquipiers respectifs chez McLaren et Toro Rosso se montrent également en verve puisque Kevin Magnussen réalise le sixième temps des qualifications et Jean-Éric Vergne le dixième. Magnussen écope toutefois d'une pénalité d'un recul de cinq places sur la grille qui bénéficie notamment à Daniel Ricciardo qui part en troisième ligne. La quatrième ligne est occupée par les pilotes Ferrari, Fernando Alonso et Kimi Räikkönen, qui précèdent Vergne et Sebastian Vettel qui, pour la quatrième fois de la saison, n'est pas parvenu à participer à la dernière phase qualificative.
L'écurie Mercedes devient, pour la première fois de son histoire, championne du monde des constructeurs à l'issue des cinquante-trois tours de course où elle réalise son neuvième doublé de la saison grâce à Lewis Hamilton, en tête de bout en bout et qui gagne sa quatrième victoire consécutive, sa neuvième cette saison et la trente-et-unième de sa carrière, devant son coéquipier Nico Rosberg remonté de l'avant-dernière place après avoir dû s'arrêter au stand dès la fin du premier tour à la suite d'un blocage de roues qui a endommagé ses pneus. Très performant tout le long du week-end, Valtteri Bottas monte sur la troisième marche du podium en réalisant le record du tour dans la dernière boucle. Dans cette course où tous les pilotes, à l'exception de Felipe Massa, n'ont effectué qu'un seul arrêt au stand pour changer leurs pneumatiques, il précède les deux pilotes McLaren Racing, Jenson Button et Kevin Magnussen, tandis que Fernando Alonso résiste jusqu'au bout à Daniel Ricciardo pour le gain de la sixième place. Sebastian Vettel huitième, Kimi Räikkönen et Sergio Pérez se partagent les derniers points. 
Lewis Hamilton (291 points) possède désormais dix-sept points d'avance sur Rosberg (274 points). Ricciardo est toujours  troisième (193 points) devant Bottas (145 points) qui gagne trois rangs d'un coup. Sebastian Vettel recule à la cinquième place avec 143 points, tout comme Fernando Alonso, désormais sixième avec 141 points. Avec 565 points au classement des constructeurs Mercedes ne peut plus être rejointe par Red Bull Racing (342 points). Williams, avec 216 points, reste troisième devant Ferrari (188 points) ; McLaren (143 points) dépasse Force India (123 points) à la cinquième place ; suivent Toro Rosso (29 points), Lotus F1 Team (8 points) et Marussia F1 Team (2 points).

## Essais libres

### Première séance, le vendredi de 10 h à 11 h 30
| Pos. | Pilote          | Voiture              | Chrono         | Écart     |
| ---- | --------------- | -------------------- | -------------- | --------- |
| 1    | Nico Rosberg    | Mercedes             | 1 min 42 s 311 |           |
| 2    | Lewis Hamilton  | Mercedes             | 1 min 42 s 376 | + 0 s 065 |
| 3    | Jenson Button   | McLaren-Mercedes     | 1 min 42 s 507 | + 0 s 196 |
| 4    | Fernando Alonso | Ferrari              | 1 min 42 s 720 | + 0 s 409 |
| 5    | Kevin Magnussen | McLaren-Mercedes     | 1 min 43 s 026 | + 0 s 715 |
| 6    | Sergio Pérez    | Force India-Mercedes | 1 min 43 s 129 | + 0 s 818 |

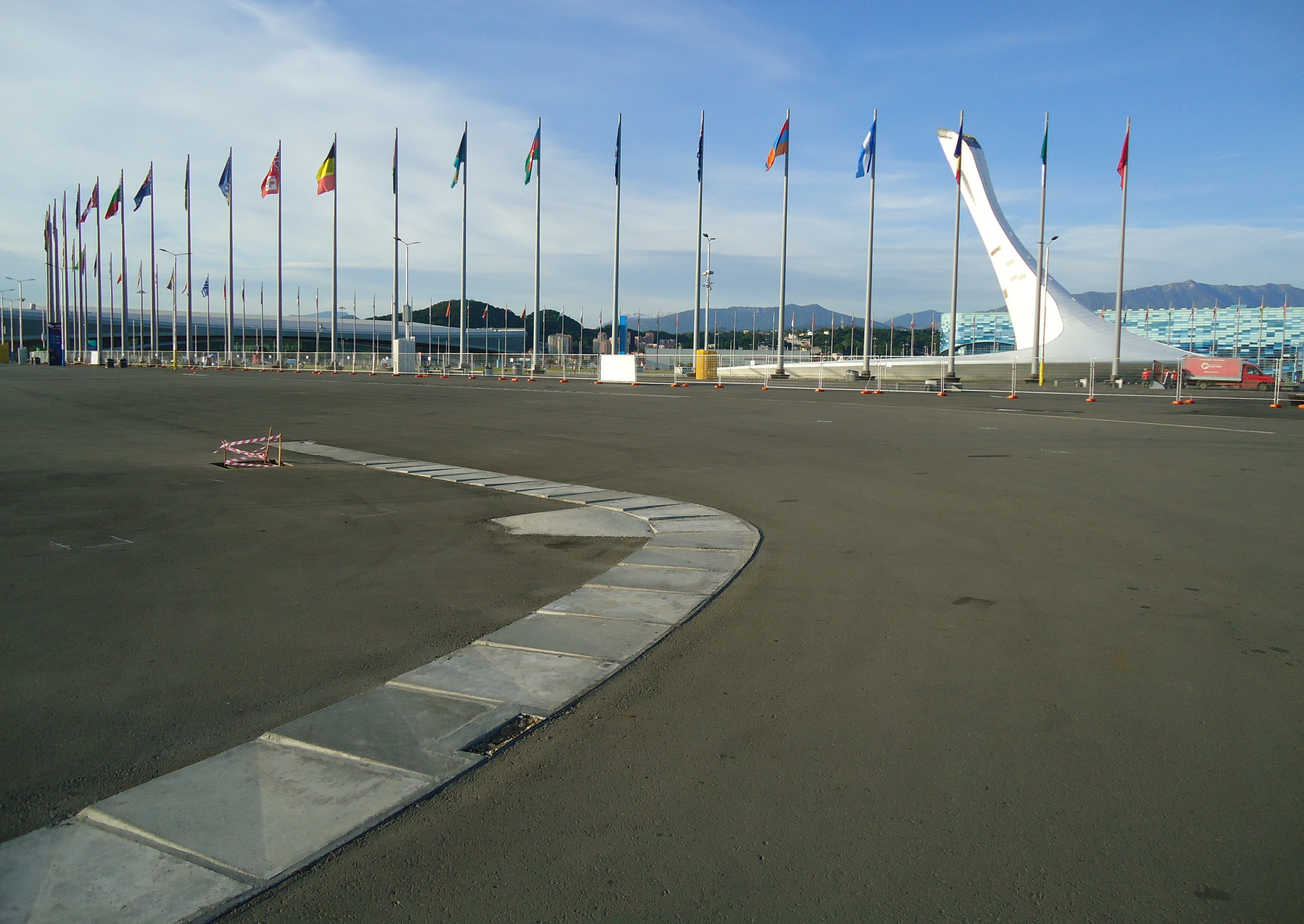
La piste de l'Autodrome de Sotchi serpente entre les installations du parc olympique.

La première séance d'essais libres du Grand Prix de Russie commence sous un ciel ensoleillé et par une température ambiante de 18 °C. Par respect pour Jules Bianchi, toujours hospitalisé à l'hôpital universitaire de Mie, à 15 kilomètres de Suzuka après son terrible accident lors du Grand Prix du Japon la semaine précédente, Marussia F1 Team n'engage qu'une seule voiture. Tous les pilotes, à l'initiative de Jean-Éric Vergne, affichent des messages de soutien à leur collègue via des autocollants sur les casques et les monoplaces. Pirelli propose deux gammes de pneumatiques, les « blancs », le mélange le plus dur et les « jaunes » plus tendres,,,,.
Les pilotes s'élancent rapidement pour boucler leur premier tour d'installation et quelques minutes plus tard, Nico Rosberg établit le temps de référence en 1 min 49 s 932 et améliore sur sa lancée, en 1 min 46 s 835. La piste, très sale et poussièreuse s'améliore au fil des tours et les temps ne tardent pas à chuter. Lewis Hamilton tourne en 1 min 45 s 120, Rosberg en 1 min 44 s 707 et Fernando Alonso en 1 min 44 s 226,,.
Nico Rosberg reprend la tête en 1 min 44 s 125 puis Jenson Button tourne en 1 min 44 s 012. Valtteri Bottas s'immisce un temps dans la lutte au sommet en 1 min 43 s 542 mais Button, à une heure du terme, aligne deux tours en 1 min 43 s 053 et  1 min 42 s 507. Finalement, à trente-cinq minutes du drapeau à damier, Rosberg, malgré des vibrations inhabituelles de sa monoplace, se replace définitivement en tête du classement en 1 min 42 s 311. Il devance son coéquipier Hamilton, victime de quelques problèmes de fiabilité, de 65 millièmes de seconde. Derrière eux, les McLaren, entre lesquelles s'est glissée la Ferrari d'Alonso débutent le week-end de belle manière,,.
- Roberto Merhi, pilote essayeur chez Caterham F1 Team, remplace Kamui Kobayashi lors de cette séance d'essais.
- Sergey Sirotkin, pilote essayeur chez Sauber, remplace Esteban Gutiérrez lors de cette séance d'essais.

### Deuxième séance, le vendredi de 14 h à 15 h 30
| Pos. | Pilote          | Voiture           | Chrono         | Écart     |
| ---- | --------------- | ----------------- | -------------- | --------- |
| 1    | Lewis Hamilton  | Mercedes          | 1 min 39 s 630 |           |
| 2    | Kevin Magnussen | McLaren-Mercedes  | 1 min 40 s 494 | + 0 s 864 |
| 3    | Fernando Alonso | Ferrari           | 1 min 40 s 504 | + 0 s 874 |
| 4    | Nico Rosberg    | Mercedes          | 1 min 40 s 542 | + 0 s 912 |
| 5    | Valtteri Bottas | Williams-Mercedes | 1 min 40 s 573 | + 0 s 943 |
| 6    | Jenson Button   | McLaren-Mercedes  | 1 min 40 s 718 | + 1 s 088 |

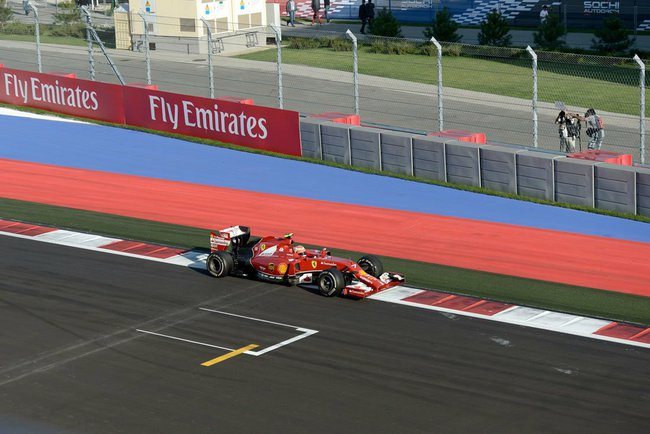
Kimi Raikkonen au Grand Prix de Russie 2014.

La deuxième séance d'essais libres débute sous une température ambiante de 21 °C. Les pilotes s'élancent en piste dès son ouverture et Valtteri Bottas fixe le temps de référence en 1 min 44 s 352,,. 
Comme lors de la session matinale, la piste se gomme au fil des tours et les pilotes se relaient en tête : Kevin Magnussen tourne en 1 min 43 s 961, son coéquipier Jenson Button en 1 min 43 s 155 et Bottas en 1 min 42 s 669. Button repasse en tête, en 1 min 41 s 928, jusqu'à l'entrée en lice des pilotes Mercedes. Nico Rosberg améliore de presque une seconde (1 min 41 s 882) et Lewis Hamilton fait encore mieux en 1 min 41 s 750 ; Rosberg reprend l'avantage en 1 min 41 s 508,,.
Alors qu'il reste cinquante minutes avant le drapeau à damier, les premiers pilotes en pneus tendres prennent la piste. Ainsi chaussé, Rosberg améliore à nouveau, en 1 min 41 s 027. La lutte pour le commandement oppose encore les Mercedes aux McLaren puisque Button tourne en 1 min 40 s 718 et Rosberg en 1 min 40 s 596 ; Magnussen améliore en 1 min 40 s 494 puis Hamilton réalise les deux meilleures performances de la session en 1 min 39 s 817 et 1 min 39 s 630,,.
Durant la seconde partie de la séance, les équipes privilégient les longs relais avec les deux types de pneumatiques pour préparer la course. Nico Hülkenberg s'attend à un nouveau week-end difficile : son équipe ayant pris la décision de changer sa boîte de vitesses, il devra subir un recul de cinq places sur la grille de départ ; Pastor Maldonado risque d'être pénalisé de la même manière. Daniel Ricciardo, dont la Red Bull RB10 fumait beaucoup, a dû s'arrêter en piste à quelques minutes du terme, ce qui a entraîné la sortie des drapeaux rouges et un arrêt anticipé de la séance,,.

### Troisième séance, le samedi de 12 h à 13 h
| Pos. | Pilote           | Voiture            | Chrono         | Écart     |
| ---- | ---------------- | ------------------ | -------------- | --------- |
| 1    | Lewis Hamilton   | Mercedes           | 1 min 38 s 726 |           |
| 2    | Nico Rosberg     | Mercedes           | 1 min 39 s 016 | + 0 s 290 |
| 3    | Valtteri Bottas  | Williams-Mercedes  | 1 min 39 s 097 | + 0 s 371 |
| 4    | Daniel Ricciardo | Red Bull-Renault   | 1 min 39 s 755 | + 1 s 029 |
| 5    | Felipe Massa     | Williams-Mercedes  | 1 min 39 s 954 | + 1 s 228 |
| 6    | Daniil Kvyat     | Toro Rosso-Renault | 1 min 40 s 009 | + 1 s 283 |

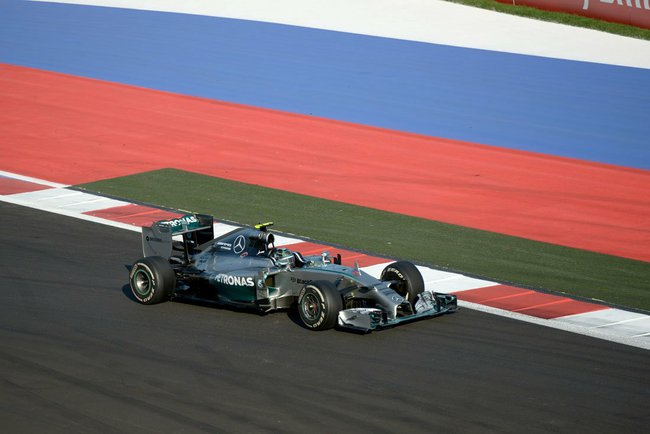
Nico Rosberg au Grand Prix de Russie 2014.

La troisième et dernière séance d'essais libres commence sous une température ambiante de 21 °C tandis que la piste n'est qu'à 17 °C. Les pilotes s'élancent immédiatement pour un premier tour d'installation et, quelques minutes plus tard, le « régional de l'étape » Daniil Kvyat établit le temps de référence en 1 min 42 s 988, battu peu après par son coéquipier Jean-Éric Vergne, en 1 min 42 s 600,,.
Comme lors des deux séances précédentes, la piste évolue rapidement au fur et à mesure de l'augmentation de la température et du passage des monoplaces qui déposent de la gomme sur un asphalte neuf et glissant. Lewis Hamilton améliore en 1 min 42 s 030, Sebastian Vettel tourne en 1 min 41 s 999 et Nico Rosberg passe en tête en 1 min 41 s 859. La lutte fait rage entre Vettel, qui tourne en 1 min 41 s 554 et Hamilton qui se hisse au sommet en 1 min 40 s 725 lorsque Kevin Magnussen, après avoir escaladé assez violemment les vibreurs dans le virage no 2 s'immobilise en piste, ce qui provoque une interruption de la séance par un drapeau rouge alors qu'il reste quarante minutes avant le drapeau à damier,,,.  
À la relance, quelques minutes plus tard, Valtteri Bottas, toujours chaussé des pneus les plus durs proposés par Pirelli prend un temps la tête en 1 min 40 s 655 puis s'incline face à Nico Rosberg qui tourne en 1 min 40 s 178. En fin de séance, les pilotes chaussent les pneus tendres pour se préparer pour la qualification de l'après-midi. Lewis Hamilton réalise la meilleure performance de la session, en 1 min 38 s 726 puis, au tour suivant, part en tête-à-queue, piégé par les faibles conditions d'adhérence. Beaucoup d'équipes luttent contre un survirage constant dans les dix-huit courbes du tracé : nombreux sont les pilotes partis en glissades impressionnantes dans certaines sorties de courbes. Hamilton devance finalement de presque trois dixièmes de seconde son coéquipier Rosberg tandis que Bottas, à 371 millièmes de seconde, est le seul à évoluer dans la même seconde que les pilotes Mercedes,,.  
Pastor Maldonado n'a pas effectué le moindre tour chronométré, bloqué dans son stand par un problème de déchargement récalcitrant de sa batterie de SREC. Kevin Magnussen écope d'un recul de cinq places sur la grille de départ à cause d'un changement obligatoire de sa boîte de vitesses après la  défaillance en piste ; il rejoint les autres pilotes pénalisé que sont Nico Hülkenberg (changement de boîte de vitesses) et Maldonado (dépassement de quota d'éléments moteurs),,,,.

## Séance de qualifications

### Résultats des qualifications

#### Session Q1
La séance qualificative du Grand Prix de Russie débute sous une température ambiante de 22 °C et sur une piste dont la température est désormais de 31 °C, soit 10 °C de plus que lors de la dernière session d'essais libres. Exceptionnellement, cinq monoplaces et non six sont éliminées au terme de la séance Q1 car Marussia F1 Team n'aligne qu'une seule voiture par respect pour Jules Bianchi, gravement blessé la semaine précédente au Grand Prix du Japon. Les pilotes s'élancent dès l'ouverture de la piste car l'asphalte du circuit de Sotchi est tout neuf, ce qui les oblige à effectuer plusieurs tours lancés pour que les pneus, tant les durs que les plus tendres, atteignent leur température optimale de fonctionnement. Adrian Sutil établit le temps de référence en 1 min 42 s 573,,. 
Comme lors des trois séances d'essais, les conditions de piste s'améliorent au fil des passages des concurrents et les temps chutent régulièrement. Jenson Button tourne en 1 min 41 s 268 et Daniil Kvyat en 1 min 41 s 088. Dès que les pilotes Mercedes prennent la piste, ils entrent dans une âpre lutte pour la position de tête : Lewis Hamilton tourne en 1 min 40 s 061 et Nico Rosberg en 1 min 39 s 292 ; Hamilton repasse en tête en 1 min 39 s 282 et Rosberg réplique en 1 min 39 s 076 avant de s'incliner face à Hamilton, en 1 min 38 s 759. Les Mercedes évoluent avec plus d'une seconde d'avance sur leur plus proche concurrent, ce qui leur permet d'économiser les pneus tendres tout en roulant au maximum pour collecter des données sur l'évolution des conditions de piste,,.
Les cinq pilotes éliminés sont Max Chilton, Kamui Kobayashi et son coéquipier Marcus Ericsson, Pastor Maldonado et Felipe Massa, dont la monoplace, victime de problèmes de puissance et rendant plus de 20 km/h aux Caterham F1 Team ne lui a pas permis de réaliser un temps qualificatif pour la Q2,,.

#### Session Q2
Les pilotes se relancent tous en piste chaussés des pneus tendres pour maximiser les chances d'atteindre la phase Q3. Sergio Pérez réalise le temps de référence en 1 min 40 s 163 mais il est rapidement battu par Jenson Button, en 1 min 39 s 393,,.
Quelques minutes plus tard, Nico Rosberg prend la tête en 1 min 38 s 979 mais cette performance est améliorée par Lewis Hamilton qui, en 1 min 38 s 338 passe en tête. Valtteri Bottas prend également l'avantage sur Rosberg pour quelques millièmes de secondes tandis que Kevin Magnussen le talonne à une poignée de centièmes de seconde,,.
Rosberg finit par trouver le bon rythme et, en bouclant un tour en 1 min 38 s 606, à 268 millièmes de seconde son coéquipier, passe en deuxième position. Dans les dernières minutes de la session, tous les pilotes se relancent, sauf Hamilton, Rosberg, Magnussen et Button à l'abri d’une mauvaise surprise. En dépit de fréquents « coups de raquette » en sortie de courbe, Fernando Alonso réussit à se qualifier de même que son coéquipier Kimi Räikkönen, longtemps à la limite de l'élimination. Les six pilotes éliminés sont Romain Grosjean, Adrian Sutil et son coéquipier Esteban Gutiérrez, Sergio Pérez et son coéquipier Nico Hülkenberg et Sebastian Vettel qui échoue pour la quatrième fois de la saison à la porte de la Q3,,.

#### Session Q3
À l'issue de son premier tour lancé, Nico Rosberg prend l'avantage sur ses rivaux, en 1 min 38 s 946, à 3 dixièmes de seconde de sa meilleure performance lors de la phase Q2. L'Allemand devance Valtteri Bottas, Jenson Button, Fernando Alonso et Daniil Kvyat. Lewis Hamilton, qui a commis plusieurs petites erreurs, est repoussé à plus d'une seconde tandis que Kevin Magnussen est parti à la faute dans le virage no 10,,.
Après un tour a vitesse modérée pour laisser refroidir les pneus, les pilotes se relancent et Lewis Hamilton prend l'avantage en 1 min 38 s 647. Rosberg améliore lui aussi sa performance mais reste derrière son équipier tandis que Bottas suit à 6 millièmes de seconde de l'Allemand. Tous les pilotes ont encore assez de temps pour tenter d'améliorer lors d'un troisième tour lancé,,.  
Lewis Hamilton, en 1 min 38 s 513, obtient sa septième pole position de la saison, la trentième de sa carrière. Rosberg, alors second, est en passe d'être battu par Bottas, meilleur dans les deux premiers secteurs, mais le Finlandais se rate dans les deux derniers virages et se contente de la troisième place ; suivent Jenson Button, Daniil Kvyat qui obtient à domicile sa meilleure qualification depuis ses débuts en Formule 1, Kevin Magnussen qui devra toutefois reculer de cinq places sur la grille, Daniel Ricciardo, Fernando Alonso, Kimi Räikkönen et Jean-Éric Vergne,,.

### Grille de départ
| Pos.                                                                                      | Pilote            | Écurie               | Qualifications 1 | Qualifications 2 | Qualifications 3 |
| ----------------------------------------------------------------------------------------- | ----------------- | -------------------- | ---------------- | ---------------- | ---------------- |
| 1                                                                                         | Lewis Hamilton    | Mercedes             | 1 min 38 s 759   | 1 min 38 s 338   | 1 min 38 s 513   |
| 2                                                                                         | Nico Rosberg      | Mercedes             | 1 min 39 s 076   | 1 min 38 s 606   | 1 min 38 s 713   |
| 3                                                                                         | Valtteri Bottas   | Williams-Mercedes    | 1 min 39 s 125   | 1 min 38 s 971   | 1 min 38 s 920   |
| 4                                                                                         | Jenson Button     | McLaren-Mercedes     | 1 min 39 s 560   | 1 min 39 s 381   | 1 min 39 s 121   |
| 5                                                                                         | Daniil Kvyat      | Toro Rosso-Renault   | 1 min 40 s 074   | 1 min 39 s 296   | 1 min 39 s 277   |
| 6                                                                                         | Kevin Magnussen   | McLaren-Mercedes     | 1 min 39 s 735   | 1 min 39 s 022   | 1 min 39 s 629   |
| 7                                                                                         | Daniel Ricciardo  | Red Bull-Renault     | 1 min 40 s 519   | 1 min 39 s 666   | 1 min 39 s 635   |
| 8                                                                                         | Fernando Alonso   | Ferrari              | 1 min 40 s 255   | 1 min 39 s 786   | 1 min 39 s 709   |
| 9                                                                                         | Kimi Räikkönen    | Ferrari              | 1 min 40 s 098   | 1 min 39 s 838   | 1 min 39 s 771   |
| 10                                                                                        | Jean-Éric Vergne  | Toro Rosso-Renault   | 1 min 40 s 354   | 1 min 39 s 929   | 1 min 40 s 020   |
| 11                                                                                        | Sebastian Vettel  | Red Bull-Renault     | 1 min 40 s 382   | 1 min 40 s 052   |                  |
| 12                                                                                        | Nico Hülkenberg   | Force India-Mercedes | 1 min 40 s 273   | 1 min 40 s 058   |                  |
| 13                                                                                        | Sergio Pérez      | Force India-Mercedes | 1 min 40 s 723   | 1 min 40 s 163   |                  |
| 14                                                                                        | Esteban Gutiérrez | Sauber-Ferrari       | 1 min 41 s 159   | 1 min 40 s 536   |                  |
| 15                                                                                        | Adrian Sutil      | Sauber-Ferrari       | 1 min 40 s 766   | 1 min 40 s 984   |                  |
| 16                                                                                        | Romain Grosjean   | Lotus-Renault        | 1 min 42 s 526   | 1 min 41 s 397   |                  |
| 17                                                                                        | Marcus Ericsson   | Caterham-Renault     | 1 min 42 s 648   |                  |                  |
| 18                                                                                        | Felipe Massa      | Williams-Mercedes    | 1 min 43 s 064   |                  |                  |
| 19                                                                                        | Kamui Kobayashi   | Caterham-Renault     | 1 min 43 s 166   |                  |                  |
| 20                                                                                        | Pastor Maldonado  | Lotus-Renault        | 1 min 43 s 205   |                  |                  |
| 21                                                                                        | Max Chilton       | Marussia-Ferrari     | 1 min 43 s 649   |                  |                  |
| Temps minimal à réaliser pour la qualification : 1 min 45 s 672 (107 % de 1 min 38 s 759) |                   |                      |                  |                  |                  |

- Kevin Magnussen, auteur du sixième temps des qualifications, est pénalisé d'un recul de cinq places après un changement de boîte de vitesses. Il s'élance de la onzième place de la grille[15],[16],[25].
- Nico Hülkenberg, auteur du douzième temps des qualifications, est pénalisé d'un recul de cinq places après un changement de boîte de vitesses. Il s'élance de la dix-septième place de la grille[15],[16],[25].
- Max Chilton, auteur du vingt-et-unième et dernier temps des qualifications, est pénalisé d'un recul de cinq places après un changement de boîte de vitesses. Cette pénalité ne provoque aucun changement de position sur la grille[25].
- Pastor Maldonado, auteur du vingtième temps des qualifications, est pénalisé d'un recul de cinq places sur la grille de départ après avoir utilisé un sixième moteur, le quota annuel étant fixé à cinq. Il s'élance de la vingtième place de la grille après la pénalisation de Chilton[15],[16],[25].

## Course

### Déroulement de l'épreuve

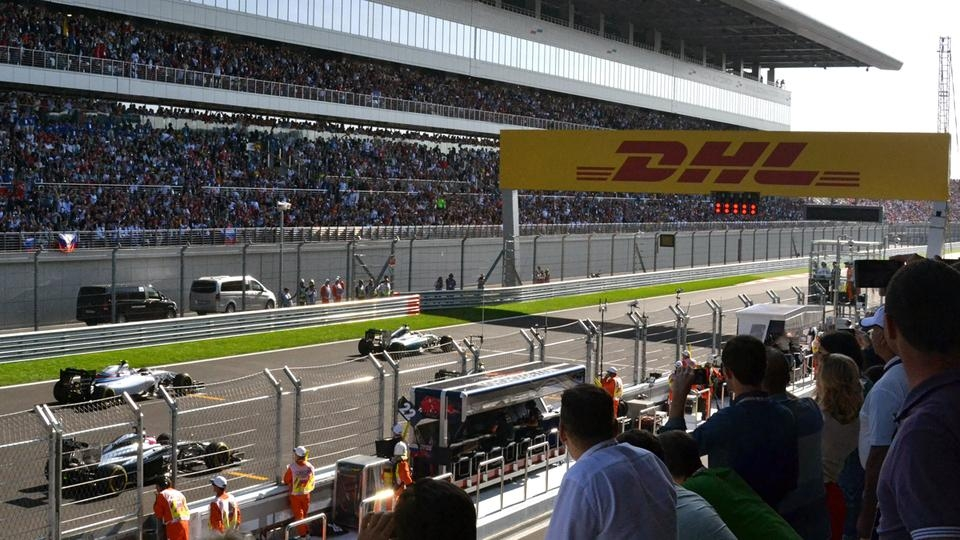
Le départ du Grand Prix.

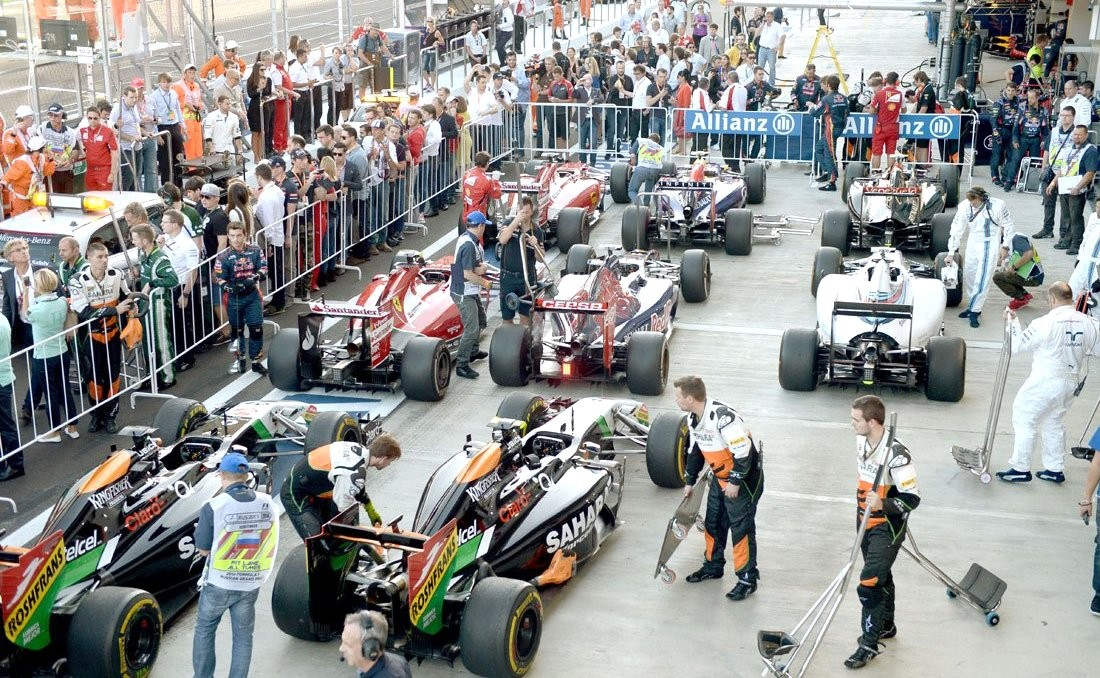
Le parc fermé à l'arrivée du Grand Prix.

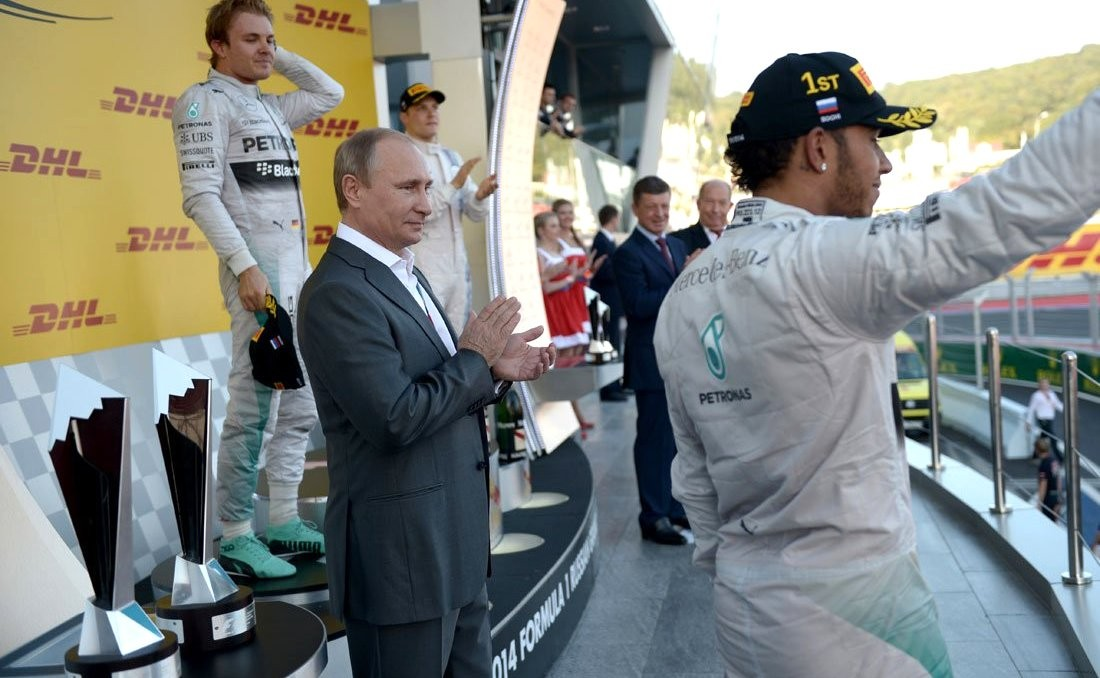
Vladimir Poutine sur le podium du Grand Prix.

Il fait très beau sur la grille de départ du Grand Prix de Russie, à Sotchi, où vingt-et-un pilotes sont en place, Marussia F1 Team ayant décidé de ne pas remplacer Jules Bianchi, toujours hospitalisé au Japon après son grave accident la semaine précédente. Lewis Hamilton, en pole position, devance son coéquipier Nico Rosberg ; Valtteri Bottas et Jenson Button occupent la deuxième ligne. À l'extinction des feux, Hamilton, malgré un bon envol, est attaqué par Rosberg qui se porte à sa hauteur mais bloque longuement ses pneus tendres au premier freinage, tire tout droit à la chicane et doit immédiatement rendre sa position à son rival. Victime d'énormes vibrations (les pneus sont restés bloqués pendant plus de 100 mètres), l'Allemand n'a d'autre choix que de passer par son stand dès la fin du premier tour. Son équipe lui annonce la nouvelle stratégie à tenter : rallier l'arrivée avec ses nouveaux pneus durs, sans effectuer d'autre arrêt au stand. Felipe Massa, parti en pneus durs, il chausse les gommes tendres dès le premier tour dans le but de remonter à un rythme soutenu voire de rallier l'arrivée. Ainsi, au deuxième passage, le classement a déjà bien évolué : Hamilton devance Bottas, Button, Fernando Alonso, Jean-Éric Vergne qui a gagné cinq places au départ après une âpre lutte contre Kevin Magnussen, désormais sixième ; suivent Sebastian Vettel, Daniel Ricciardo, Daniil Kvyat, Kimi Räikkönen, Sergio Pérez et Esteban Gutiérrez,,,.
À la fin du cinquième tour, Vergne, dont les pneus arrière surchauffent et dont la monoplace manque de vitesse de pointe en ligne droite, a déjà concédé trois places au profit de Magnussen et des pilotes Red Bull Racing et ne pointe plus qu'au huitième rang. Kvyat, son coéquipier au sein de la Scuderia Toro Rosso, cinquième sur la grille et victime du même mal, n'est plus que dixième. En tête de course, Hamilton, le pilote le plus économe en carburant de l'ensemble du peloton, a néanmoins creusé un écart de plus de deux secondes sur Bottas qui possède plusieurs hectomètres d'avance sur Button. Vettel et Ricciardo se dépassent mutuellement au fil des tours tandis qu'à l'arrière, Rosberg et Massa, dix-huitième et dix-neuvième entament leur remontée au classement. Max Chilton abandonne dans le dixième tour, victime d'une casse de suspension alors que Rosberg évolue à 40 secondes de la tête de course et que Bottas fait tout son possible pour essayer de conserver sa position : il sait qu'un arrêt aux stands coûte 25 secondes et que Rosberg, qui ne s'arrêtera pas, continue inlassablement de réduire son écart,,. 
Ricciardo rentre pour changer ses pneus au douzième tour et Adrian Sutil au suivant. Pendant ce temps, Rosberg et Massa remontent à un rythme soutenu : au vingtième tour, ils sont onzième et douzième. Kvyat et Romain Grosjean s'arrêtent changer leurs pneus au tour suivant. Pastor Maldonado, Kamui Kobayashi, Button, Vergne, Nico Hülkenberg, Alonso (son arrêt est très lent), Pérez, Bottas, Magnussen, Räikkönen, Hamilton (qui possède 45 secondes d'avance sur Rosberg), Massa, Marcus Ericsson et Vettel entre le vingt-deuxième et le trente-et-unième tour. Après l'arrêt de Bottas, Rosberg se retrouve à sa portée et lance une attaque au trentième passage ; Bottas, surpris, sort légèrement de piste et laisse filer son rival. Les ingénieurs du Finlandais sont persuadés que les pneus de Rosberg vont irrémédiablement se dégrader et annoncent qu'une contre-attaque est envisageable. Au tour suivant, Hamilton pointe toujours en tête avec 20 secondes d'avance sur Rosberg (s'en tient à sa stratégie sans nouvel arrêt), 22 s d'avance sur Bottas et 26 secondes sur Button ; suivent Magnussen, Alonso, Ricciardo, Vettel, Gutiérrez et Räikkönen. En fond de peloton, dans la lutte pour la dix-septième place, Grosjean envoie Sutil en tête-à-queue et écope d'une pénalité de 5 secondes ajoutées à son temps de course. Felipe Massa qui, lui, a dû changer de pneus, occupe désormais la quatorzième place,,. 
Si Nico Rosberg enchaîne les records du tour, son retard sur Hamilton est encore de 19 secondes dans le trente-sixième tour. Kvyat change ses pneus deux tours plus tard et chute au quinzième rang : ses espoirs de réaliser un bon résultat devant son public s'envolent définitivement. Gutiérrez, qui évoluait en neuvième position avec ses pneus tendres du départ, s'arrête au quarantième tour et ressort quatorzième ; lui aussi n'a plus rien à espérer de cette course,,. 
Si Rosberg ne parvient pas à réduire son écart sur Hamilton qui remporte sa neuvième victoire de la saison, il sauve une deuxième place quasi-inespérée après son arrêt anticipé du premier tour ; Valtteri Bottas monte sur son cinquième podium cette année alors que suivent pour les points Button, Magnussen, Alonso, Ricciardo, Vettel, Räikkönen et Pérez. Ce neuvième doublé de l'écurie Mercedes lui permet de remporter, à trois épreuves du terme de la saison, son premier titre mondial des constructeurs,,.

### Classement de la course
| Pos. | no | Pilote            | Écurie               | Tours | Temps/Abandon                          | Grille | Points |
| ---- | -- | ----------------- | -------------------- | ----- | -------------------------------------- | ------ | ------ |
| 1    | 44 | Lewis Hamilton    | Mercedes             | 53    | 1 h 31 min 59 s 744 (202,347 km/h)     | 1      | 25     |
| 2    | 6  | Nico Rosberg      | Mercedes             | 53    | + 13 s 657                             | 2      | 18     |
| 3    | 77 | Valtteri Bottas   | Williams-Mercedes    | 53    | + 17 s 425                             | 3      | 15     |
| 4    | 22 | Jenson Button     | McLaren-Mercedes     | 53    | + 30 s 234                             | 4      | 12     |
| 5    | 20 | Kevin Magnussen   | McLaren-Mercedes     | 53    | + 53 s 616                             | 11     | 10     |
| 6    | 14 | Fernando Alonso   | Ferrari              | 53    | + 1 min 00 s 016                       | 7      | 8      |
| 7    | 3  | Daniel Ricciardo  | Red Bull-Renault     | 53    | + 1 min 01 s 812                       | 6      | 6      |
| 8    | 1  | Sebastian Vettel  | Red Bull-Renault     | 53    | + 1 min 06 s 185                       | 10     | 4      |
| 9    | 7  | Kimi Räikkönen    | Ferrari              | 53    | + 1 min 18 s 877                       | 8      | 2      |
| 10   | 11 | Sergio Pérez      | Force India-Mercedes | 53    | + 1 min 20 s 067                       | 12     | 1      |
| 11   | 19 | Felipe Massa      | Williams-Mercedes    | 53    | + 1 min 20 s 877                       | 18     |        |
| 12   | 27 | Nico Hülkenberg   | Force India-Mercedes | 53    | + 1 min 21 s 309                       | 17     |        |
| 13   | 25 | Jean-Éric Vergne  | Toro Rosso-Renault   | 53    | + 1 min 37 s 295                       | 9      |        |
| 14   | 26 | Daniil Kvyat      | Toro Rosso-Renault   | 52    | + 1 tour                               | 5      |        |
| 15   | 21 | Esteban Gutiérrez | Sauber-Ferrari       | 52    | + 1 tour                               | 13     |        |
| 16   | 99 | Adrian Sutil      | Sauber-Ferrari       | 52    | + 1 tour                               | 14     |        |
| 17   | 8  | Romain Grosjean   | Lotus-Renault        | 52    | + 1 tour (dont 5 secondes de pénalité) | 15     |        |
| 18   | 13 | Pastor Maldonado  | Lotus-Renault        | 52    | + 1 tour                               | 21     |        |
| 19   | 9  | Marcus Ericsson   | Caterham-Renault     | 51    | + 2 tours                              | 16     |        |
| Abd. | 10 | Kamui Kobayashi   | Caterham-Renault     | 21    | Freins                                 | 19     |        |
| Abd. | 4  | Max Chilton       | Marussia-Ferrari     | 9     | Suspension                             | 20     |        |

### Pole position et record du tour
Lewis Hamilton réalise sa trente-huitième pole position en Formule 1, sa septième de la saison et sa première à Sotchi.
- Pole position :  Lewis Hamilton (Mercedes Grand Prix) en 1 min 38 s 513 (213,706 km/h)[31].
- Meilleur tour en course :  Valtteri Bottas (Williams-Mercedes) en 1 min 40 s 896 (208,658 km/h) au cinquante-troisième tour[32].

### Tours en tête
- Lewis Hamilton : 53 tours (1-53)[33]

## Classements généraux à l'issue de la course
| Pos. | Pilote           | Écurie               | Points |
| ---- | ---------------- | -------------------- | ------ |
| 1    | Lewis Hamilton   | Mercedes             | 291    |
| 2    | Nico Rosberg     | Mercedes             | 274    |
| 3    | Daniel Ricciardo | Red Bull-Renault     | 199    |
| 4    | Valtteri Bottas  | Williams-Mercedes    | 145    |
| 5    | Sebastian Vettel | Red Bull-Renault     | 143    |
| 6    | Fernando Alonso  | Ferrari              | 141    |
| 7    | Jenson Button    | McLaren-Mercedes     | 94     |
| 8    | Nico Hülkenberg  | Force India-Mercedes | 76     |
| 9    | Felipe Massa     | Williams-Mercedes    | 71     |
| 10   | Kevin Magnussen  | McLaren-Mercedes     | 49     |
| 11   | Sergio Pérez     | Force India-Mercedes | 47     |
| 12   | Kimi Räikkönen   | Ferrari              | 47     |
| 13   | Jean-Éric Vergne | Toro Rosso-Renault   | 21     |
| 14   | Romain Grosjean  | Lotus-Renault        | 8      |
| 15   | Daniil Kvyat     | Toro Rosso-Renault   | 8      |
| 16   | Jules Bianchi    | Marussia-Ferrari     | 2      |

| Pos.     | Écurie               | Points |
| -------- | -------------------- | ------ |
| Champion | Mercedes             | 565    |
| 2        | Red Bull-Renault     | 342    |
| 3        | Williams-Mercedes    | 216    |
| 4        | Ferrari              | 188    |
| 5        | McLaren-Mercedes     | 143    |
| 6        | Force India-Mercedes | 123    |
| 7        | Toro Rosso-Renault   | 29     |
| 8        | Lotus-Renault        | 8      |
| 9        | Marussia-Ferrari     | 2      |

## Statistiques
Le Grand Prix de Russie 2014 représente :
- la 38e pole position de sa carrière pour Lewis Hamilton[36] ;
- la 31e victoire de sa carrière pour Lewis Hamilton ; il égale ainsi Nigel Mansell[37] ;
- le 5e Grand Prix mené de bout en bout pour Lewis Hamilton[38] ;
- le 1er meilleur tour en course de Valtteri Bottas, réalisé dans le dernier tour de l'épreuve[39] ;
- la 26e victoire pour Mercedes en tant que constructeur[40] ;
- la 112e victoire pour Mercedes en tant que motoriste[41] ;
- le 14e doublé pour Mercedes en tant que constructeur, le neuvième de la saison[42] ;

Au cours de ce Grand Prix :
- Mercedes remporte son 1er titre de champion du monde des constructeurs[43] ;

- Pour la première fois en Formule 1, cinq monoplaces motorisées par Mercedes terminent aux cinq premières places ;
- Danny Sullivan (15 Grands Prix chez Tyrrell Racing en 1983 (2 points), second de la Race of champions 1983, vainqueur des 500 miles d'Indianapolis 1985 et champion CART 1988) est nommé conseiller des commissaires de course. Il a déjà officié à ce poste cette saison, au Grand Prix d'Espagne[44],[45].